# Edvin Ryding
Lars Edvin Folke Ryding (4 februari 2003) is een Zweedse acteur. Hij debuteerde in 2009 in de serie Mannen under Trappan. Later verscheen hij onder andere in Fröken Frimans krig, The Crown Jewels, The Stig-Helmer Story en Gåsmamman. Hij werd in 2021 internationaal bekend met zijn hoofdrol in de Netlfixserie Young Royals, waarin hij Prins Wilhelm speelde. Hij had de hoofdrol in de Zweedstalige kinderanimatiefilm Resan till Fjäderkungens rike. Ryding wordt genoemd in Europa's Forbes 30 onder 30-lijst van 2022. 

## Filmografie
| Jaar      | Titel                                        | Rol                      | Soort                 |
| --------- | -------------------------------------------- | ------------------------ | --------------------- |
| 2009      | Mannen under Trappan                         | Fabian Kreutz            | tv-mini serie         |
| 2011      | The Stig-Helmer Story                        |                          | komediefilm           |
| 2011      | The Crown Jewels                             | Richard Persson          | dramafilm             |
| 2012      | Nobel's Last Will                            | Kalle                    | dramafilm             |
| 2012      | Prime Time                                   | Kalle                    | dramafilm             |
| 2012      | Studio Sex                                   | Kalle                    | dramafilm             |
| 2012      | Den röda vargen                              | Kalle                    | dramafilm             |
| 2012      | Livstid                                      | Kalle                    | dramafilm             |
| 2012      | En plats i solen                             | Kalle                    | dramafilm             |
| 2013      | IRL                                          | Lillebror Jonas          | dramafilm             |
| 2013      | Biciklo - Supercykeln                        | Valle Forslin            | tv-serie              |
| 2013-2017 | Fröken Frimans krig                          | Gunnar Andersson         | tv-serie              |
| 2014      | Beyond Beyond                                | Johan                    | stem                  |
| 2014      | Mr. Peabody & Sherman                        | Tutankhamun, Mason       | stem (Zweedse versie) |
| 2014      | Paddington                                   | Jonathan                 | stem (Zweedse versie) |
| 2014      | Bastuklubben                                 | jonge Jarmo              | tv-serie              |
| 2015      | Jönssonligan – Den perfekta stöten           | jonge Charles            | film                  |
| 2015-2022 | Gåsmamman                                    | Linus Ek                 | tv-serie              |
| 2016      | Om allt vore på riktigt                      | Josef                    | korte film            |
| 2016      | Kubo and the Two Strings                     | Kuba                     | stem (Zweedse versie) |
| 2017      | Paddington 2                                 | Jonathan                 | stem (Zweedse versie) |
| 2018      | Storm på Lugna gatan                         | Sylvester                | tv-serie              |
| 2019-2020 | Älska mig                                    | Viktor                   | tv-serie              |
| 2020      | Onward                                       | Ian Lightfoot            | stem (Zweedse versie) |
| 2020      | High School Musical: The Musical: The Series | Ricky                    | stem (Zweedse versie) |
| 2020      | Dolittle                                     | Stubbins                 | stem (Zweedse versie) |
| 2020      | Maria Wern [sv]                              | Elliot                   | tv-serie              |
| 2021-     | Young Royals s1                              | prins Wilhelm van Zweden | tv-serie              |
| 2021      | Hellenius Hörna                              | zichzelf                 | tv-serie              |
| 2021      | Arcane                                       | Ekko                     | stem (Zweedse versie) |
| 2021      | Don't Look Up                                | Yule                     | stem (Zweedse versie) |
| 2022      | Young Royals s2                              | prins Wilhelm van Zweden | tv-serie              |
| 2023      | The abbys                                    | Simon                    | movie                 |
| 2024      | Young Royals s3                              | prins Wilhelm van Zweden | tv-serie              |
| 2024      | Young Royals forever                         | Zichzelf                 | documentaire          |
| 2024      | A part of you                                | Noel                     | movie                 |
| 2025      | 28 Years Later                               | Erik Sundqvist           | movie                 |

## Awards en nominaties
| Jaar | Awards                                | Categorie                            | Uitkomst |
| ---- | ------------------------------------- | ------------------------------------ | -------- |
| 2021 | Stockholm International Film Festival | Rising Star                          | Gewonnen |
| 2021 | QX Gaygala                            | Beste Duo (Gedeeld met Omar Rudberg) | Gewonnen |